# Municipio de Upper North
El municipio de Upper North (en inglés: Upper North Township) es un municipio ubicado en el condado de Sharp en el estado estadounidense de Arkansas. En el año 2010 tenía una población de 240 habitantes y una densidad poblacional de 3,84 personas por km².

## Geografía
El municipio de Upper North se encuentra ubicado en las coordenadas 36°27′15″N 91°24′26″O / 36.45417, -91.40722. Según la Oficina del Censo de los Estados Unidos, el municipio tiene una superficie total de 62.54 km², de la cual 62,53 km² corresponden a tierra firme y (0 %) 0 km² es agua.

## Demografía
Según el censo de 2010, había 240 personas residiendo en el municipio de Upper North. La densidad de población era de 3,84 hab./km². De los 240 habitantes, el municipio de Upper North estaba compuesto por el 92,5 % blancos, el 2,08 % eran amerindios, el 0,42 % eran asiáticos, el 0,42 % eran de otras razas y el 4,58 % eran de una mezcla de razas. Del total de la población el 1,67 % eran hispanos o latinos de cualquier raza.